# Melanocharis striativentris
Melanocharis striativentris là một loài chim trong họ Melanocharitidae.